# Verishuvi
"Verishuvi" (ベリシュビッッ) é o segundo single lançado pelo grupo idol Japonês Sakura Gakuin. Ele foi lançado no Japão dia 21 de dezembro de 2011.

## Faixas
O single foi lançado em duas edições: uma regular (CD) e uma limitada (CD+DVD).
| CD (acompanha ambas as edições) |                                                                                |                 |                  |                             |         |  |
| N.º                             | Título                                                                         | Letras          | Música           | Arranjo                     | Duração |  |
| 1.                              | "Verishuvi" (ベリシュビッッ)                                                   | Ikuta Machine   | Takafumi Fujino  | Nao Harada                  | 4:36    |  |
| 2.                              | "Sakura Hyakunin Isshuu" (さくら百人一首; Hyakunin Isshu da Flor de Cerejeira) | BOSE, RAM RIDER | Mitsuru Kuramoto | RAM RIDER, Koichiro Irokawa | 7:37    |  |
| 3.                              | "Verishuvi (Instrumental)"                                                     |                 |                  |                             | 4:36    |  |
| 4.                              | "Sakura Hyakunin Isshuu (Instrumental)"                                        |                 |                  |                             | 7:37    |  |

| DVD (edição limitada) |                                                     |         |  |
| N.º                   | Título                                              | Duração |  |
| 1.                    | "Verishuvi PV"                                      |         |  |
| 2.                    | "Verishuvi PV (Furitsuke ver.)" (vídeo-coreografia) |         |  |

## Desempenho nas paradas musicais
| Tabela                              | Melhor posição |
| ----------------------------------- | -------------- |
| Japão (Oricon Weekly Singles Chart) | 29             |